# Монтелеоне-Сабіно
Монтелеоне-Сабіно (італ. Monteleone Sabino) — муніципалітет в Італії, у регіоні Лаціо, провінція Рієті.
Монтелеоне-Сабіно розташоване на відстані близько 50 км на північний схід від Рима, 19 км на південь від Рієті.
Населення — 1224 особи (2014).
Щорічний фестиваль відбувається другої неділі травня. Покровителька — свята Вікторія.

## Демографія
Населення за роками:

Станом на 1 січня 2023 року в муніципалітеті офіційно проживали 62 іноземці з 21 країни, серед них 25 громадян країн Євросоюзу та 5 громадян України.

## Сусідні муніципалітети
- Фрассо-Сабіно
- Поджо-Мояно
- Поджо-Сан-Лоренцо
- Рокка-Сінібальда
- Торричелла-ін-Сабіна